# Rotlle de la guerra

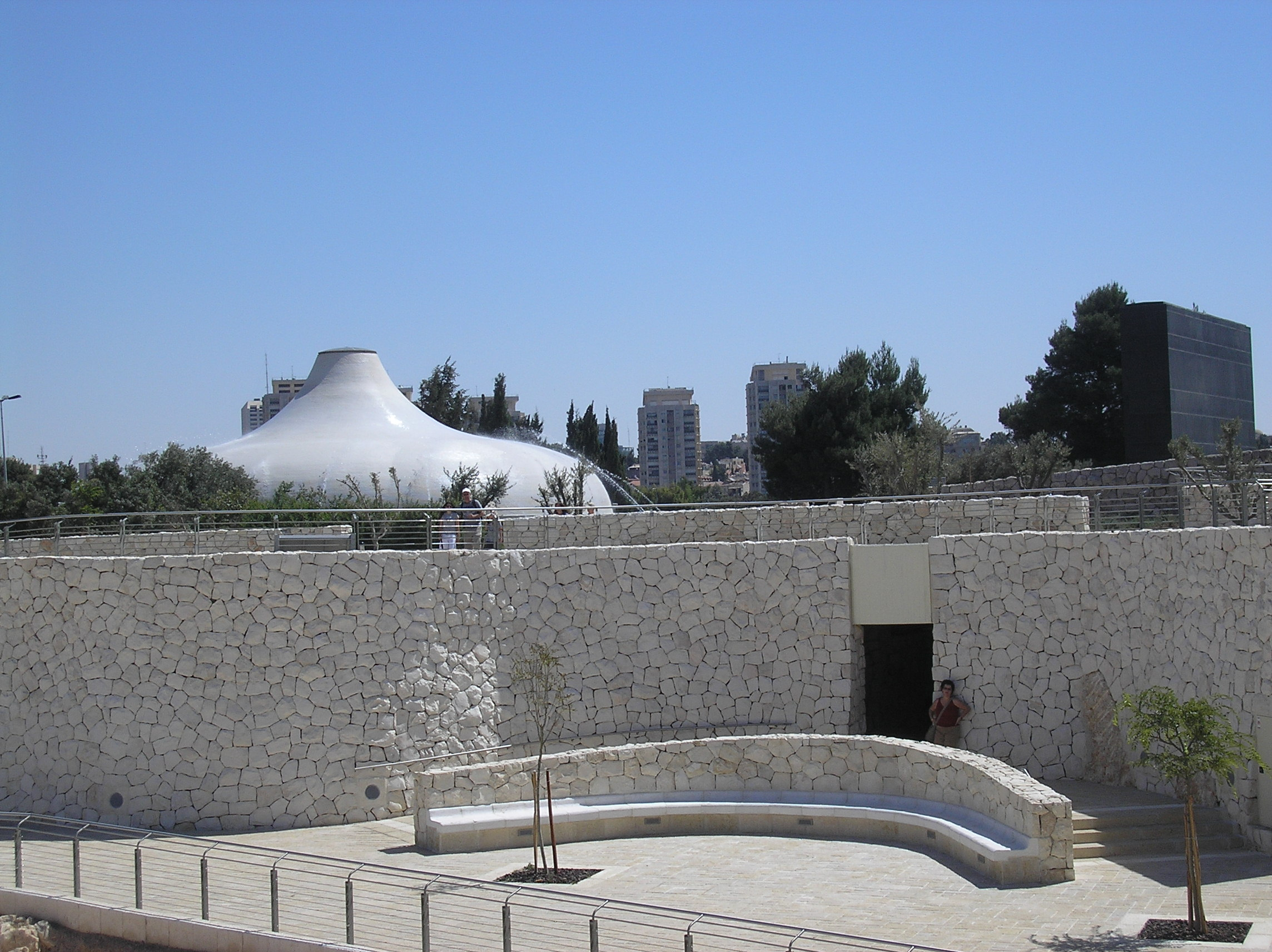
Santuari del llibre al Museu d'Israel a Jerusalem lloc a on s'exposen els rotlles

El Rotlle de la guerra és un manual per a l'organització i l'estratègia militar que va ser descobert entre els Manuscrits de la mar Morta. El document es compon de diversos rotlles i fragments 1QM, 4Q491-496 trobats a la cova 1. És possible que La Guerra dels Messies sigui la conclusió a aquest document. Estudis recents suggereixen que 4Q491 són tres documents que descriuen tots els mateixos esdeveniments.

## Contingut
Aquests manuscrits contenen una profecia apocalíptica d'una guerra entre els Fills de la Llum i els Fills de la Foscor. Descriu un atac dels Fills de la Llum en contra d'Edom, Moab, els fills de Amon, els amalequites, Filistea, i la Quitim d'Assíria (denominat "l'exèrcit de Belial), recolzat per aquells que han violat el Pacte, inclosos els fills de Levi, els fills de Judà, i els fills de Benjamí. Al final, tots els fills de la foscor seran destruïts i els fills de la llum viuran en pau per a tota l'eternitat.
La guerra es descriu com un conflicte entre la congregació dels déus i la comunitat dels homes. La resta del document és una descripció detallada dels esdeveniments de la guerra i la forma en què s'ha de dur a terme.